# Peter Baláž (bokser)
Peter Baláž (ur. 13 czerwca 1974) – słowacki bokser, olimpijczyk.

## Kariera amatorska
W marcu 1996 Baláž był uczestnikiem mistrzostw Europy w Vejle. W ćwierćfinale przegrał z reprezentantem Hiszpanii Rafaelem Lazano.
W lipcu 1996, Baláž reprezentował Słowację na igrzyskach olimpijskich w Atlancie, rywalizując w kategorii papierowej (do 48 kg.). Słowak odpadł już w swoim pierwszym pojedynku, w którym przegrał z La Paenem Masarą..